# Skeg

7: Skeg (rot)

Das oder der Skeg (Synonyme: Ruderleitflosse, Ruderhacke oder Kielhacke) ist der schlanke Auslauf des Unterwasserschiffes oder eine starre Flosse am Heck eines Bootes oder Schiffes in Längsrichtung. Bei älteren Konstruktionen ist an ihm das Ruder befestigt. Bei moderneren Booten dient es nur dem Schutz des Ruders und verbessert dessen Anströmung. Wichtigste Eigenschaft bei modernen Schiffen ist die durch ein Skeg verliehene Kursstabilität für Geradeausfahrt. Deshalb besitzen beispielsweise auch die meisten Zweischrauber ein in der Mitte zwischen den Wellen liegendes Skeg. 

## Twinskeg
Eine Besonderheit ist das sogenannte Twinskeg, bei dem sich am Heck zwei Skegs nebeneinander befinden.

## Kajak
Beim Seekajak ist ein Skeg eine meist herausklappbare, verstellbare Flosse unter dem Heck – mit einem Schiebemechanismus neben der Sitzluke.
Die Kursstabilität lässt sich durch das Skeg erhöhen. Bei Wind kann der Lateralplan des Kajaks so durch das Einstellen des Skegs korrigiert werden, dass das Boot kursneutral bleibt und die jeweilige Luv- oder Leegierigkeit korrigiert wird. Da die Kurskorrekturen mit dem Paddel entfallen können, bleibt durch diese Trimmmaßnahme mehr Kraft für den Vortrieb.

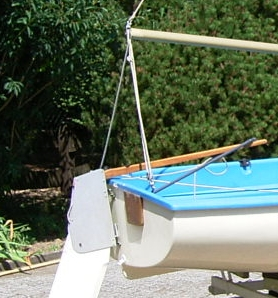
Skeg bei einer Jolle vom Typ Piaf
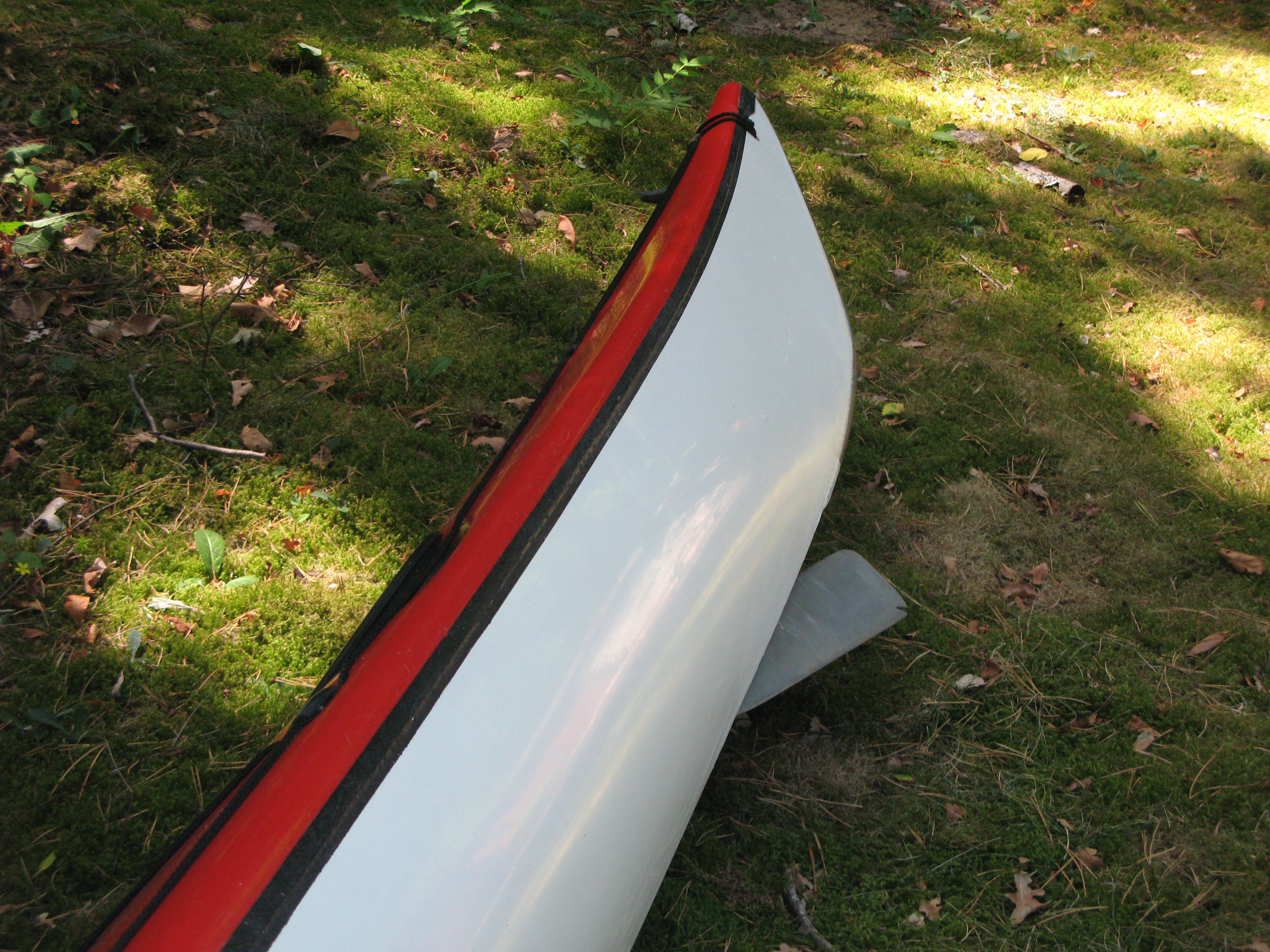
Seekajak (Detail) mit ganz ausgefahrenem Skeg am Heck